# Liste der Baudenkmäler in Taufkirchen (Vils)
Auf dieser Seite sind die Baudenkmäler in der oberbayerischen Gemeinde Taufkirchen (Vils) zusammengestellt. Diese Tabelle ist eine Teilliste der Liste der Baudenkmäler in Bayern. Grundlage ist die Bayerische Denkmalliste, die auf Basis des Bayerischen Denkmalschutzgesetzes vom 1. Oktober 1973 erstmals erstellt wurde und seither durch das Bayerische Landesamt für Denkmalpflege geführt wird. Die folgenden Angaben ersetzen nicht die rechtsverbindliche Auskunft der Denkmalschutzbehörde.
 Die Liste gibt den Fortschreibungsstand vom 27. Februar 2018 wieder und umfasst 45 Baudenkmäler.

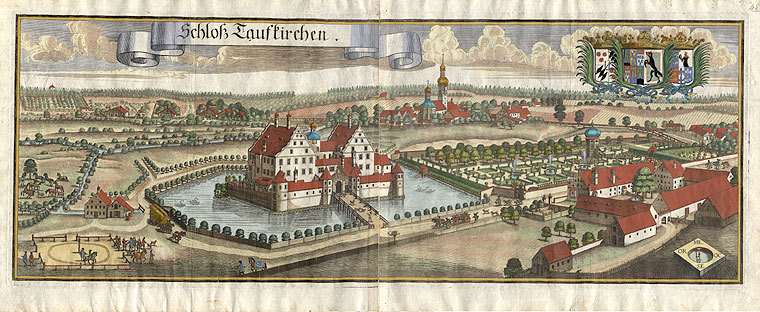
Michael Wening: Schloss Taufkirchen

## Baudenkmäler nach Ortsteilen

### Taufkirchen
| Lage                                 | Objekt                                            | Beschreibung | Akten-Nr.     | Bild                                              |
| ------------------------------------ | ------------------------------------------------- | --- | ------------- | ------------------------------------------------- |
| Bräuhausstraße 3 (Standort)          | Ehemalige Schlossbrauerei mit Wirtschaftsgebäuden | Stattliche zweigeschossige Dreiflügelanlage mit Bräustüberl (Südflügel) und Remise (Nordflügel), 17./18. Jahrhundert, Sudhaus (Westflügel), zweigeschossiger Sichtziegelbau mit Lisenen- und Gesimsgliederung sowie Segmentbogenfenstern, bezeichnet mit „1893“, seit 1917 Guts- und Brauereigenossenschaft. | D-1-77-139-2  | Ehemalige Schlossbrauerei mit Wirtschaftsgebäuden |
| Marktplatz 6 (Standort)              | Villenartiges Wohnhaus, zeitweise Pfarrhaus       | Zweigeschossiger barockisierender Schopfwalmdachbau mit polygonalen Eckerkern, Zwerchhaus und schmiedeeisernem Balkon, mit Putzgliederungen, um 1900. | D-1-77-139-52 | Villenartiges Wohnhaus, zeitweise Pfarrhaus       |
| Marktplatz 9 (Standort)              | Katholische Pfarrkirche St. Pauli Bekehrung       | Historisierender Saalbau mit stark eingezogenem polygonalem Chorabschluss, angefügter Sakristei und Spindelhelm, von Joseph Elsner 1889/90, Unterbau des Westturms noch spätgotisch; mit Ausstattung des Vorgängerbaus. | D-1-77-139-1  | weitere Bilder                                    |
| Olaf-Gulbransson-Straße 5 (Standort) | Evangelisch-lutherische Johanneskirche            | Zentralisierender Bau mit mächtigem Zeltdach und integriertem Glockenstuhl, von Olaf Andreas Gulbransson 1955–56; angefügtes Pfarrhaus mit Gemeinderäumen, gleichzeitig, 1978–80 erweitert. | D-1-77-139-53 | Evangelisch-lutherische Johanneskirche            |
| Wasserschloß 1 (Standort)            | Schloss Taufkirchen                               | Um 1676 auf mittelalterlicher Grundlage errichtetes ehemaliges Wasserschloss, dreigeschossiger Hauptbau mit Schlosskapelle, Ecktürmen, Schweifgiebeln und flankierenden Pavillons, im Kern 16./17. Jahrhundert, 1898 Umbau in Neurenaissanceformen; mit Ausstattung; vorgelagerte Terrassen mit Brüstung, gleichzeitig; Schlossbrücke über den Wassergraben, im Kern vor 1800; Wassergraben, Ende 17. Jahrhundert. | D-1-77-139-3  | weitere Bilder                                    |

### Aich
| Lage              | Objekt | Beschreibung                                                             | Akten-Nr.    | Bild |
| ----------------- | ------ | ------------------------------------------------------------------------ | ------------ | ---- |
| Aich 2 (Standort) | Stadel | In Ständerbohlenbauweise, mit Satteldach, zweite Hälfte 18. Jahrhundert. | D-1-77-139-8 | BW   |

### Angerskirchen
| Lage                        | Objekt                              | Beschreibung | Akten-Nr.     | Bild           |
| --------------------------- | ----------------------------------- | --- | ------------- | -------------- |
| Angerskirchen 16 (Standort) | Remise                              | Ostflügel des Dreiseithofes, mit Traidboden und Schopfwalmdach, Mitte 19. Jahrhundert.                                                                   | D-1-77-139-10 | Remise         |
| In Angerskirchen (Standort) | Katholische Filialkirche St. Martin | Saalbau mit polygonalem Chorabschluss, angefügter Sakristei und Zwiebelturm, erbaut um 1500, barockisiert erste Hälfte 18. Jahrhundert; mit Ausstattung. | D-1-77-139-9  | weitere Bilder |

### Bartlmühle
| Lage                    | Objekt     | Beschreibung | Akten-Nr.     | Bild |
| ----------------------- | ---------- | --- | ------------- | ---- |
| Bartlmühle 4 (Standort) | Bauernhaus | Zweigeschossiger Flachsatteldachbau mit traufseitiger Laube, Tonreliefs und Putzgliederungen, bezeichnet mit „1857“, im Kern älter. | D-1-77-139-11 | BW   |

### Baum
| Lage              | Objekt      | Beschreibung                                                         | Akten-Nr.     | Bild           |
| ----------------- | ----------- | -------------------------------------------------------------------- | ------------- | -------------- |
| Baum 1 (Standort) | Feldkapelle | Kleiner Satteldachbau mit Traufgesims, erste Hälfte 19. Jahrhundert. | D-1-77-139-12 | weitere Bilder |

### Blainthal
| Lage                    | Objekt                              | Beschreibung                                                                        | Akten-Nr.     | Bild           |
| ----------------------- | ----------------------------------- | ----------------------------------------------------------------------------------- | ------------- | -------------- |
| In Blainthal (Standort) | Katholische Filialkirche St. Ulrich | Spätgotischer Backsteinbau mit Westturm und Zwiebelhaube, um 1500; mit Ausstattung. | D-1-77-139-13 | weitere Bilder |

### Breitenweiher
| Lage                       | Objekt                              | Beschreibung | Akten-Nr.     | Bild           |
| -------------------------- | ----------------------------------- | --- | ------------- | -------------- |
| Breitenweiher 9 (Standort) | Katholische Filialkirche St. Helena | Kleiner Backsteinbau mit dreiseitigem Chorabschluss und Dachreiter, um 1500, Barockisierung 1720; mit Ausstattung. | D-1-77-139-14 | weitere Bilder |

### Brügelsöd
| Lage                     | Objekt                | Beschreibung                                                  | Akten-Nr.     | Bild |
| ------------------------ | --------------------- | ------------------------------------------------------------- | ------------- | ---- |
| bei Brügelsöd (Standort) | Weg- und Votivkapelle | Kleiner Satteldachbau mit Traufgesims, bezeichnet mit „1893“. | D-1-77-139-49 | BW   |

### Frauenvils
| Lage                     | Objekt                             | Beschreibung | Akten-Nr.     | Bild           |
| ------------------------ | ---------------------------------- | --- | ------------- | -------------- |
| In Frauenvils (Standort) | Katholische Filialkirche St. Maria | Hochgelegener Backsteinbau mit polygonalem Chorabschluss und wuchtigem Chorflankenturm mit Zwiebelhaube, um 1500, mit spätromanischen Teilen; mit Ausstattung. | D-1-77-139-15 | weitere Bilder |

### Fürstbach
| Lage                   | Objekt     | Beschreibung                                                                                    | Akten-Nr.     | Bild           |
| ---------------------- | ---------- | ----------------------------------------------------------------------------------------------- | ------------- | -------------- |
| Fürstbach 1 (Standort) | Hofkapelle | Kleiner Satteldachbau mit Apsis in neugotischen Formen, bezeichnet mit „1873“; mit Ausstattung. | D-1-77-139-48 | weitere Bilder |

### Gebensbach
| Lage                     | Objekt                             | Beschreibung | Akten-Nr.     | Bild           |
| ------------------------ | ---------------------------------- | --- | ------------- | -------------- |
| Gebensbach 14 (Standort) | Katholische Pfarrkirche St. Ulrich | Spätgotischer Saalbau mit eingezogenem polygonalem Chorabschluss, angefügter Sakristei und Sattelturm mit Treppengiebel, bezeichnet mit „1524“; mit Ausstattung. | D-1-77-139-16 | weitere Bilder |
| Gebensbach 14 (Standort) | Seelenkapelle                      | Spätgotischer Satteldachbau mit Netzgewölbe, Anfang 16. Jahrhundert; mit Ausstattung. | D-1-77-139-17 | BW             |
| Gebensbach 15 (Standort) | Dreiseithof                        | Wohnteil mit Gasthaus (Nordflügel), zweigeschossiger Flachsatteldachbau mit verputztem Blockbau-Obergeschoss, bezeichnet mit „1845“; ehemaliger Stallstadel (Westflügel), zweigeschossiger massiver Satteldachbau, wohl gleichzeitig; ehemaliger Wohnstadel (Südflügel), zweigeschossiger Satteldachbau mit mehreren Tenneneinfahrten, bezeichnet mit „1894“. | D-1-77-139-18 | weitere Bilder |

### Geiering
| Lage                  | Objekt                                     | Beschreibung                                                          | Akten-Nr.     | Bild |
| --------------------- | ------------------------------------------ | --------------------------------------------------------------------- | ------------- | ---- |
| Geiering 2 (Standort) | Bundwerkstadel eines ehemaligen Hakenhofes | Riegelständerbauweise mit Satteldach, erstes Viertel 19. Jahrhundert. | D-1-77-139-19 | BW   |

### Geislbach
| Lage                      | Objekt                                | Beschreibung | Akten-Nr.     | Bild |
| ------------------------- | ------------------------------------- | --- | ------------- | ---- |
| Geislbach 24 a (Standort) | Stadel                                | Stattlicher Satteldachbau, Bundkonstruktion 1653/54 (dendrochronologisch datiert), mit Resten von Bemalung, im 19. Jahrhundert ausgemauert.               | D-1-77-139-55 | BW   |
| In Geislbach (Standort)   | Katholische Filialkirche St. Nikolaus | Schlanker Saalbau mit polygonalem Chorabschluss, kräftigem Chorflankenturm und Zwiebelhaube, im Kern spätgotisch um 1500, Turm von 1728; mit Ausstattung. | D-1-77-139-20 | BW   |

### Geratsberg
| Lage                    | Objekt                     | Beschreibung                                                                        | Akten-Nr.     | Bild |
| ----------------------- | -------------------------- | ----------------------------------------------------------------------------------- | ------------- | ---- |
| Geratsberg 3 (Standort) | Ehemaliges Kleinbauernhaus | Erdgeschossiger Satteldachbau mit Blockbau-Kniestock, erste Hälfte 18. Jahrhundert. | D-1-77-139-21 | BW   |

### Großköchlham
| Lage                       | Objekt                                | Beschreibung                                                                                          | Akten-Nr.     | Bild           |
| -------------------------- | ------------------------------------- | --- | ------------- | -------------- |
| In Großköchlham (Standort) | Katholische Filialkirche St. Valentin | Kleiner spätgotischer Backsteinbau mit Dachreiter und angefügter Sakristei, um 1500; mit Ausstattung. | D-1-77-139-23 | weitere Bilder |

### Holzmann
| Lage                            | Objekt     | Beschreibung | Akten-Nr.     | Bild           |
| ------------------------------- | ---------- | --- | ------------- | -------------- |
| In der Flur Holzmann (Standort) | Hofkapelle | Kleiner Saalbau mit Dachreiter und breitem Traufband, wohl noch 18. Jahrhundert, verlängert und eingewölbt 1937. | D-1-77-139-26 | weitere Bilder |

### Hörgersdorf
| Lage                      | Objekt                                       | Beschreibung | Akten-Nr.     | Bild           |
| ------------------------- | -------------------------------------------- | --- | ------------- | -------------- |
| Hörgersdorf 43 (Standort) | Ehemaliges Expositurhaus                     | Zweigeschossiger Massivbau mit Walm- und Halbwalmdach, 1861.                                                                                           | D-1-77-139-25 | weitere Bilder |
| In Hörgersdorf (Standort) | Katholische Expositurkirche St. Bartholomäus | Barocker Saalbau mit eingezogenem Chor, Zwiebelturm und Pilastergliederung, von Anton Kogler, nach 1720, teilweise über älterem Kern; mit Ausstattung. | D-1-77-139-24 | weitere Bilder |

### Jettenstetten
| Lage                        | Objekt                                  | Beschreibung                                                                                   | Akten-Nr.     | Bild |
| --------------------------- | --------------------------------------- | ---------------------------------------------------------------------------------------------- | ------------- | ---- |
| In Jettenstetten (Standort) | Katholische Filialkirche St. Margaretha | Backsteinbau mit polygonalem Chorabschluss, angefügter Sakristei und Chorflankenturm, um 1500. | D-1-77-139-27 | BW   |

### Johannrettenbach
| Lage                          | Objekt                                           | Beschreibung | Akten-Nr.     | Bild           |
| ----------------------------- | ------------------------------------------------ | --- | ------------- | -------------- |
| Johannrettenbach 2 (Standort) | Katholische Filialkirche St. Johannes der Täufer | Hoher Backsteinbau mit eingezogenem polygonalem Chorabschluss und angefügter Sakristei, bezeichnet mit „1505“, spätromanischem Turm der zweiten Hälfte 14. Jahrhundert; mit Ausstattung. | D-1-77-139-29 | weitere Bilder |

### Kienraching
| Lage                      | Objekt                                | Beschreibung | Akten-Nr.     | Bild           |
| ------------------------- | ------------------------------------- | --- | ------------- | -------------- |
| Kienraching 31 (Standort) | Katholische Filialkirche St. Leonhard | Saalbau mit eingezogenem polygonalem Chorabschluss, angefügter Sakristei und Westturm, erbaut von Johann Baptist Lethner 1739; mit Ausstattung. | D-1-77-139-30 | weitere Bilder |

### Lain
| Lage                       | Objekt                 | Beschreibung | Akten-Nr.     | Bild           |
| -------------------------- | ---------------------- | --- | ------------- | -------------- |
| Lain 1; in Lain (Standort) | Ehemaliger Dreiseithof | zweigeschossiger Massivbau mit flachem Satteldach und rückwärts mit Schweifgiebeln und Kachelfriesen, bezeichnet mit „1892“; ehemaliges Back- und Schmiedehaus mit Schweifgiebel und Kachelfriesen, gleichzeitig. | D-1-77-139-31 | weitere Bilder |

### Maiselsberg
| Lage                     | Objekt                             | Beschreibung | Akten-Nr.     | Bild           |
| ------------------------ | ---------------------------------- | --- | ------------- | -------------- |
| Maiselsberg 3 (Standort) | Katholische Filialkirche St. Maria | Hochgelegener Saalbau mit eingezogenem polygonalem Chorabschluss, 1484, Chorflankenturm wohl noch Ende 14. Jahrhundert; mit Ausstattung. | D-1-77-139-32 | weitere Bilder |

### Moosen (Vils)
| Lage                   | Objekt                                | Beschreibung | Akten-Nr.     | Bild           |
| ---------------------- | ------------------------------------- | --- | ------------- | -------------- |
| Hauptstraße (Standort) | Katholische Pfarrkirche St. Stephanus | Spätgotischer Backsteinbau mit eingezogenem Chor, angefügter Sakristei und Spindelhelmturm, um 1500, Turmoberbau von Anton Kogler 1701; mit Ausstattung.                                                  | D-1-77-139-33 | weitere Bilder |
| Oststraße 2 (Standort) | Pfarrhaus                             | Zweigeschossiger Halbwalmdachbau mit Eingangsrisalit, erbaut vom königlichen Landbauamt Freising, im Reformstil, 1903; zugehörig Waschhaus mit Holzlege, erdgeschossiger Schopfwalmdachbau, gleichzeitig. | D-1-77-139-54 | BW             |

### Mühlhof
| Lage                 | Objekt                 | Beschreibung                                             | Akten-Nr.     | Bild |
| -------------------- | ---------------------- | -------------------------------------------------------- | ------------- | ---- |
| Mühlhof 1 (Standort) | Wald- und Votivkapelle | Kleiner verputzter Satteldachbau, bezeichnet mit „1910“. | D-1-77-139-50 | BW   |

### Reichennehaid
| Lage                       | Objekt              | Beschreibung                                                        | Akten-Nr.     | Bild           |
| -------------------------- | ------------------- | ------------------------------------------------------------------- | ------------- | -------------- |
| Reichennehaid 1 (Standort) | Hof- und Wegkapelle | Neugotisch, mit Dachreiter, bezeichnet mit „1850“; mit Ausstattung. | D-1-77-139-36 | weitere Bilder |

### Schnaupping
| Lage                      | Objekt                                    | Beschreibung | Akten-Nr.     | Bild           |
| ------------------------- | ----------------------------------------- | --- | ------------- | -------------- |
| Schnaupping 3 (Standort)  | Parallelhof                               | Wohnstallhaus, erdgeschossiger verputzter Blockbau mit Flachsatteldach, erste Hälfte 18. Jahrhundert; Riegel-Bundwerkstadel mit Satteldach, zweite Hälfte 18. Jahrhundert. | D-1-77-139-37 | weitere Bilder |
| Schnaupping 15 (Standort) | Wohnteil des ehemaligen Kleinbauernhauses | Erdgeschossiger verputzter Blockbau mit Erkerstüberl und flachem Satteldach, zweite Hälfte 18. Jahrhundert.                                                                | D-1-77-139-39 | weitere Bilder |

### Straß
| Lage                | Objekt     | Beschreibung | Akten-Nr.     | Bild |
| ------------------- | ---------- | --- | ------------- | ---- |
| Straß 12 (Standort) | Bauernhaus | Einfirstanlage, eingeschossiger Mitterstallbau mit übertünchten Blockwänden, Bundwerk-Kniestock, gemauertem Stüberlvorbau und geschnitzten Details, zweite Hälfte 17. Jahrhundert und Anfang 19. Jahrhundert. | D-1-77-139-40 | BW   |

### Tegernbach
| Lage                     | Objekt                              | Beschreibung | Akten-Nr.     | Bild           |
| ------------------------ | ----------------------------------- | --- | ------------- | -------------- |
| In Tegernbach (Standort) | Katholische Filialkirche St. Petrus | Saalbau mit leicht eingezogener Apsis, angefügter Sakristei und Zwiebelturm, letztes Werk von Anton Kogler, erbaut 1729; mit Ausstattung; Friedhofsmauer aus Ziegelstein, wohl gleichzeitig. | D-1-77-139-41 | weitere Bilder |
| Oberfeld (Standort)      | Wald- und Hofkapelle Schnirklaich   | Neugotischer Satteldachbau mit eingezogenem Chor und Dachreiter, um 1880; mit Ausstattung.                                                                                                   | D-1-77-139-47 | weitere Bilder |

### Unterhofkirchen
| Lage                         | Objekt                               | Beschreibung | Akten-Nr.     | Bild                |
| ---------------------------- | ------------------------------------ | --- | ------------- | ------------------- |
| Hollholz (Standort)          | Waldkapelle                          | Satteldachbau mit breitem Traufgesims, neuromanisch, bezeichnet mit „1844“; mit Ausstattung. | D-1-77-139-44 | weitere Bilder      |
| Unterhofkirchen 1 (Standort) | Ehemaliger Pfarrhof                  | Zweigeschossiges ehemaliges Pfarrhaus mit Mansardwalmdach, in spätbarockem Stil erbaut zwischen 1740 und 1747; ehemaliges Wohnstallhaus, zweigeschossiger Mitterstallbau in Ziegelbauweise mit Schopfwalmdach, zweite Hälfte 19. Jahrhundert; Toreinfahrt in barockem Stil, zweite Hälfte 18. Jahrhundert. | D-1-77-139-43 | Ehemaliger Pfarrhof |
| Unterhofkirchen 9 (Standort) | Katholische Pfarrkirche Mariä Geburt | Saalbau mit angefügter Sakristei und Spindelhelmturm, Langhaus im Kern spätgotisch, von Hans Kogler 1698 wesentlich neu gebaut, Verlängerung des Langhauses 1908; mit Ausstattung. | D-1-77-139-42 | weitere Bilder      |

### Wambach
| Lage                  | Objekt                                | Beschreibung | Akten-Nr.     | Bild                 |
| --------------------- | ------------------------------------- | --- | ------------- | -------------------- |
| Wambach 6 (Standort)  | Ehemaliges Pfarrhaus                  | Stattlicher zweigeschossiger Satteldachbau auf Hochkeller mit zweiläufigem Treppeneingang, erbaut 1719/20, 1801 überarbeitet.                                                                        | D-1-77-139-46 | Ehemaliges Pfarrhaus |
| Wambach 13 (Standort) | Katholische Pfarrkirche St. Lampertus | Saalbau mit eingezogenem polygonalem Chorabschluss, angefügter Sakristei und Westturm, im Kern spätgotisch, von Hans Kogler 1699 erhöht und gewölbt, 1887 Verlängerung und Turmbau; mit Ausstattung. | D-1-77-139-45 | weitere Bilder       |

## Ehemalige Baudenkmäler
In diesem Abschnitt sind Objekte aufgeführt, die früher einmal in der Denkmalliste eingetragen waren, jetzt aber nicht mehr. Objekte, die in anderem Zusammenhang also z. B. als Teil eines Baudenkmals weiter eingetragen sind, sollen hier nicht aufgeführt werden. Aktennummern in diesem Abschnitt sind ehemalige, jetzt nicht mehr gültige Aktennummern.

| Lage                                                | Objekt                    | Beschreibung                                                                                    | Akten-Nr.      | Bild                                                                                                |
| --------------------------------------------------- | ------------------------- | ----------------------------------------------------------------------------------------------- | -------------- | --------------------------------------------------------------------------------------------------- |
| Taufkirchen Erdinger Straße (bei Nr. 13) (Standort) | Kapelle                   | Zweite Hälfte 18. Jahrhundert.                                                                  | (D-1-77-139-7) | [[Vorlage:Bilderwunsch/code!/C:48.343885,12.128246!/D:Erdinger Straße (bei Nr. 13), Kapelle!/\|BW]] |
| Taufkirchen Marktplatz 3 (Standort)                 | Wohnhaus                  | Mit flachem Treppengiebel, Ende 19. Jahrhundert.                                                |                | Wohnhaus                                                                                            |
| Oberwambach Oberwambach 1 (Standort)                | Ehemaliger Getreidekasten | Östlich abseits der Straße als Stall wieder aufgestellt, kleiner Blockbau, 17./18. Jahrhundert. | D-1-77-139-34  | BW                                                                                                  |

## Abgegangene Baudenkmäler
In diesem Abschnitt sind Objekte aufgeführt, die früher einmal in der Denkmalliste eingetragen waren, jetzt aber nicht mehr existieren, z. B. weil sie abgebrochen wurden. Aktennummern in diesem Abschnitt sind ehemalige, jetzt nicht mehr gültige Aktennummern.

| Lage                                       | Objekt            | Beschreibung | Akten-Nr. | Bild |
| ------------------------------------------ | ----------------- | --- | --------- | ---- |
| Taufkirchen Erdinger Straße 1 (Standort)   | Gasthaus zur Post | Schmuckloser stattlicher Flügelbau um 1880, im Kern wohl zweite Hälfte 17. Jahrhundert; neugotische Haustür. am 31. Mai 1981 abgebrannt |           | BW   |
| Taufkirchen Landshuter Straße 2 (Standort) | Wohnhaus          | Mit neubarockem Schweifgiebel, um 1870/80.                                                                                              |           | BW   |